# Jabłonna (Legionowo)
Pour les articles homonymes, voir Jabłonna.
Jabłonna (prononciation : [jaˈbwɔnna]) est un village polonais de la gmina de Jabłonna dans le powiat de Legionowo de la voïvodie de Mazovie dans le centre-est de la Pologne.
Le village est le siège administratif (chef-lieu) de la gmina appelée gmina de Jabłonna .
Il se situe à environ 4 kilomètres au sud de Legionowo (siège du powiat) et à 18 kilomètres au nord de Varsovie (capitale de la Pologne).
Le village possède approximativement une population de 7365 habitants en 2011.

## Histoire
De 1975 à 1998, le village appartenait administrativement à la voïvodie de Varsovie.

## Monument
- Dans le village se trouve le palais qui fut autrefois la propriété des évêques de Płock. Le prince Józef Antoni Poniatowski en avait fait sa résidence préférée [3] depuis que son oncle Michel, le racheta au chapitre de Płock et le léga à son neveu.